# Шоу дядюшки Дьявола
Шоу дядюшки Дьявола (англ. The Uncle Devil Show) — это второй сегмент десятой серии первого сезона первого возрождения американского телесериала «Сумеречная зона».

## Сюжет
Маленький мальчик по имени Джо получает от отца видеокассету с популярным мультипликационным фильмом про Тима Феррита. Будучи ярым поклонником этого мультфильма, Джо сразу включает купленную ему кассету и начинает её просматривать.
Через некоторое время показ мультфильма прерывается, после чего на экране телевизора появляется человек, который ведёт не менее популярную детскую передачу под названием «Шоу дядюшки Дьявола». Дядюшка Дьявол в своём телешоу рассказывает маленьким зрителям о разнообразных магических трюках и даже успешно демонстрирует их, а также даёт различные вредные советы — в данном случае он советует есть как можно больше сладкого и никогда не чистить зубы, одновременно рекламируя сухой завтрак.
Джо пытается воспроизвести фокусы дядюшки Дьявола, вследствие чего в доме начинают происходить невероятные вещи — в комнатной вазе вместо цветов, которые Джо должен был получить в результате одного из магических экспериментов дядюшки Дьявола, появляются огромные тараканы и сразу же расползаются по дому, отец и мать мальчика превращаются в рептилий, а их собака становится четырёхглазой. Также усилиями маленького волшебника возле дома появляется динозавр, который на самом деле оказывается увеличенной в сотни раз игрушкой, а в стене дома возникает проход в сказочный мир.
После окончания специфического шоу показ мультфильма продолжается серией «Тим Феррит в аду»; вместе с завершением выпуска телепередачи исчезают и чары, которые навёл мальчик, руководствуясь советами дядюшки Дьявола, после чего всё вокруг снова становится таким, как и было раньше, однако при этом из вазы, что стоит в комнате маленького Джо, всё ещё продолжают вылезать гигантские тараканы.

## В ролях
| Актёр         | Роль           |
| ------------- | -------------- |
| Уэнди Филлипс | мама           |
| Мерфи Данн    | дядюшка Дьявол |
| Грегори Миер  | Джо            |
| Джоэл Полис   | папа           |

## Интересные факты
- Эта серия не имеет ни пролога, ни эпилога.
- Эта серия длится около шести с половиной минут.